# Mieczysław Kaczanowski (prawnik)
Mieczysław Kaczanowski (ur. 9 grudnia 1876, zm. 22 kwietnia 1936) – polski prawnik z tytułem doktora, urzędnik ministerialny.

## Życiorys
Urodził się 9 grudnia 1876. W II Rzeczypospolitej sprawował stanowiska naczelnika wydziału w Ministerstwie Przemysłu i Handlu, dyrektora departamentu w Ministerstwie Poczt i Telegrafów. Był członkiem rady nadzorczej PAST. Po przejściu w stan spoczynku był prezesem rady nadzorczej Spółdzielni Mieszkaniowej „Skarb”. Zamieszkiwał przy ul. Niegolewskiego 3 w Warszawie.
Zmarł 22 kwietnia 1936. Został pochowany 24 kwietnia 1936 na cmentarzu Powązkowskim w Warszawie (kwatera 134-6-7).
Jego żoną była Zofia z Kossowskich (1875–1963). Miał dzieci.

## Ordery i odznaczenia
- Krzyż Komandorski Orderu Odrodzenia Polski (8 listopada 1930)[5]
- Krzyż Oficerski Orderu Odrodzenia Polski (2 maja 1922)[2][3][6]
- Złoty Krzyż Zasługi[3]
- Odznaka Honorowa „Orlęta”[3]